# Aéroport d'Alegrete
L'aéroport d'Alegrete aussi appelé aéroport Gaudêncio Machado Ramos (code IATA : ALQ • code OACI : SSLT), officieusement connu comme l'aéroport Alegrete Novo, est l'aéroport desservant Alegrete au Brésil.

## Historique
L'aéroport a été construit en remplacement d'une ancienne usine. Il est dédié à l'aviation générale.

## Compagnies aériennes et destinations
Pas de vols réguliers à partir de cet aéroport.

## Accès
L'aéroport est situé à 12 km du centre-ville d'Alegrete.